# Водач (Болгарія)
Вода́ч (болг. Водач) — село в Кирджалійській області Болгарії. Входить до складу общини Черноочене.

## Населення
За даними перепису населення 2011 року у селі проживали 311 осіб, з них 303 особи (99,3%) — турки.
Розподіл населення за віком у 2011 році:
Динаміка населення: